# Inés Ayala Sender
Inés Ayala Sender (castellà: Inés Ayala)  (Saragossa, 28 de març de 1957 - 25 de juliol de 2024) va ser una filòloga i política aragonesa, diputada al Parlament Europeu pel PSOE.

## Biografia
El 1982 es llicencià en filologia espanyola i filologia anglesa a la Universitat de Saragossa. El 1995 va fer estudis de dret i un postgrau en desenvolupament sostenible a la Universitat Lliure de Brussel·les. De 1980 a 1990 treballà com a professora en el Departament de Literatura espanyola a la Universitat de Saragossa.
Alhora milità en el PSOE d'Aragó, ocupant el 1984-1985 la secretaria regional de la Dona. Com a membre de la UGT ha estat responsable de coordinació en l'executiva provincial de Saragossa de 1989 a 1990, i responsable d'acció social en l'executiva confederal de 1990 a 1994. Durant aquest període va treballar com a experta al Comitè Econòmic i Social de la Unió Europea en la lluita contra l'exclusió social, alhora que exercia com a consellera de l'INSS i l'INSERSO. De 1990 a 1995 presidí el Grup de Treball del Comitè Econòmic i Social espanyol sobre el Llibre Blanc de la Indústria.
Des de 1990, doncs, va fer carrera dins les institucions europees com a experta nacional en la Direcció General de Medi Ambient de la Comissió Europea (1995-1997) i responsable de programes europeus en Fundescoop (Fundació per al Desenvolupament del Cooperativisme i l'Economia Social). Fou escollida diputada a les eleccions al Parlament Europeu de 2004 i 2009. És membre de la Comissió de Control Pressupostari, de la Comissió de Transports i Turisme, de la Delegació per a les Relacions amb els Països de l'Amèrica Central i de la Delegació en l'Assemblea Parlamentària de la Unió per a la Mediterrània.